# Arlind Ajeti
Arlind Afrim Ajeti (* 25. září 1993, Basilej, Švýcarsko) je švýcarsko-albánský fotbalový obránce, od roku 2020 hráč klubu AC Reggiana 1919.
V mládežnických kategoriích reprezentoval Švýcarsko, na seniorské úrovni reprezentuje Albánii.

## Klubová kariéra
- FC Concordia Basel (mládež)
- FC Basilej (mládež)
- FC Basilej 2011–2015
- Frosinone Calcio 2015–

## Reprezentační kariéra

### Švýcarsko
Arlind Ajeti nastupoval za švýcarské mládežnické reprezentace včetně U21.

### Albánie
V A-mužstvu Albánie debutoval 14. 11. 2014 v přátelském utkání v Rennes proti týmu Francie (remíza 1:1). 

Italský trenér albánského národního týmu Gianni De Biasi jej vzal na EURO 2016 ve Francii. Na evropský šampionát se Albánie kvalifikovala poprvé v historii.